# Célula Mariano Sánchez Añón
La Célula Insurreccional Mariano Sánchez Añón/Federación Anarquista Informal (abreviada comúnmente como Célula Mariano Sánchez Añón o CI-MSA/FAI) fue una guerrilla urbana que estaba presente en el Área Metropolitana de la Ciudad de México.

## Historia
El grupo nació aproximadamente a principios del año 2010 en un auge de células anarquistas en la Ciudad de México y Estado de México, siendo activos durante el arresto de varios militantes en manifestaciones en los movimientos Movimiento por la Paz con Justicia y Dignidad ,Disturbios del 1 de diciembre de 2012 en México, y el Movimiento YoSoy132, marchas donde irrumpían de manera violenta, generalmente enfrentándose contra los Granaderos. Después de la represión sufrida en estas protestas y la toma de poder del entonces presidente Enrique Peña Nieto, este y otros grupos comenzaron a realizar sabotajes y ataques, aumentando en intensidad y daños provocados.
En una entrevista realizada a miembros del grupo clamaron haber realizado ataques y sabotajes a principios de los 2000´s, pero no fue hasta diciembre del 2010 que junto con otras células anarquistas se fusionarion como Célula Insurreccional Mariano Sánchez Añon/FAI. El grupo fue investigado por el CISEN, por ser miembro de la "Coordinadora de las Sombras" (conjunto de varias células anarquistas), siendo responsables de irrumpir en manifestaciones pacíficas, realizar pintas callejeras y acciones violentas en bancos y cajeros automáticos, así como posicionarlos en segundo lugar en amenazas contra la estabilidad del país, dejando atrás movimientos sociales y guerrillas marxistas en el estado de Guerrero, esto a pesar de que desde 2016 estos grupo tuvieron un decremento importante en sus actividades, mudando a otros delitos más lucrativo como narcotráfico o huachicoleo.

## Actividades
El 9 de diciembre del 2010 el grupo se adjudica el asesinato del Comandante Isaías García Zúñiga, con un disparo de arma de fuego en la sien derecha, en el km 29 en a carretera México-Texcoco en el municipio de Chicoloapan. Las autoridades manejaron el ataque como un suicidio, cerrando cualquier línea de investigación. El 5 de noviembre del 2011 se reportó un incendió de una camioneta de valores a plena luz del día, la CI-MSA/FAI se atribuyó la responsabilidad del ataque, aunque las autoridades trataron este incidente como un incidente de corto circuito. Días antes el 13 de octubre miembros del CI-MSA incendian cinco camionetas blindadas pertenecientes a la compañía de seguridad privada "Panamericana".
El 20 de octubre del 2012 se registró un ataque a tiros contra la patrulla 282 de la Policía Municipal de Valle de Chalco, dando muerte a sus tres tripulantes y dejando uno más desaparecido. La Célula Insurreccional Mariano Sánchez Añón se atribuyó la responsabilidad por la muerte de los policías municipales y negando que hayan secuestrado a un cuarto oficial.